# Kumiko Okamoto
Kumiko Okamoto (岡本久美子?, Okamoto Kumiko; Osaka, 19 febbraio 1965) è un'ex tennista giapponese.

## Carriera
A livello giovanile ha raggiunto i quarti di finale nel singolare ragazze a Wimbledon 1981. Tra le professioniste ha ottenuto i risultati migliori al torneo di Tokyo, è avanzata fino ai quarti di finale in cinque diverse occasioni riuscendo a vincere l'edizione 1990 dove ha sconfitto Elizabeth Smylie in finale.
Durante i giochi Olimpici 1988 ha partecipato sia nel singolare che nel doppio vincendo l'esordio in quest'ultima disciplina insieme a Etsuko Inoue, ha fatto parte della squadra giapponese di Fed Cup dal 1982 ottenendo un successo e tre sconfitte.

## Statistiche

### Singolare

#### Vittorie (1)
| Numero | Anno | Torneo                                 | Superficie | Avversaria in finale | Punteggio |
| 1.     | 1989 | Japan Open Tennis Championships, Tokyo | Cemento    | Elizabeth Smylie     | 6–4, 6–2  |